# Kéri Károly
Kéri Károly (1920. február 9. – 1999. január 17.) válogatott labdarúgó, fedezet.

## Pályafutása

### Klubcsapatban
1943 októberében a MÁVAG-ból igazolta át az FTC. 1943 és 1953 között a Ferencvárosban összesen 311 mérkőzésen szerepelt (247 bajnoki, 39 nemzetközi, 25 hazai díjmérkőzés) és 3 gólt szerzett (2 bajnoki, 1 egyéb). Az 1948–49-es idényben a bajnokcsapat tagja volt. 1954 és 1955 között a Vasas Izzó csapatában játszott.

### A válogatottban
1948-ban egy alkalommal szerepelt a válogatottban.

## Sikerei, díjai
- Magyar bajnokság
  - bajnok: 1948–49
  - 2.: 1943–44, 1945-tavasz, 1949–50
  - 3.: 1947–48
- Magyar kupa
  - győztes: 1944

## Statisztika

### Mérkőzése a válogatottban
| Magyarország | Magyarország    | Magyarország                | Magyarország | Magyarország | Magyarország  | Magyarország | Magyarország | Magyarország |
| #            | Dátum           | Helyszín                    | Hazai        | Eredmény     | Vendég        | Kiírás       | Gólok        | Esemény      |
| ------------ | --------------- | --------------------------- | ------------ | ------------ | ------------- | ------------ | ------------ | ------------ |
| 1.           | 1948. május 23. | Budapest, Üllői úti stadion | Magyarország | 2 – 1        | Csehszlovákia | Európa-kupa  | -            | 34'          |
|              | Összesen        |                             |              | 1            | mérkőzés      |              | 0            | gól          |